# Within Deep Dark Chambers
Within Deep Dark Chambers è il primo album del gruppo black metal svedese Shining, pubblicato nel 2000.

## Tracce
1. Reflecting in Solitude – 8:46
2. Stonelands – 8:58
3. Vita detestabilis – 7:38
4. Ren djävla ångest (Pure Fucking Angst) – 6:48
5. Inisis – 8:12
6. And Only Silence Remains... – 10:55

### Tracce bonus
1. Vargtimmen (Hour of the Wolf) (Bethlehem cover) – 3:21
2. Endless Solitude – 6:32

## Formazione
- Niklas Kvarforth - voce, chitarra e tastiere
- Andreas Classen - voce
- Tusk - basso
- Ted Wedebrand - batteria